# Warwick Kerr
Warwick Estevam Kerr (Santana de Parnaíba; 9 de setembre de 1922 - ?, 15 de setembre de 2018) fou un biòleg genetista brasiler, considerat un dels millors genetistes brasilers i especialista en abelles del món.

## Biografia
Kerr va néixer el 1922, en Santana do Parnaíba, fill de Américo Caldas Kerr i Bàrbara Chaves Kerr. La seva família procedia originàriament d'Escòcia. El 1925 es van mudar a Pirapora en l'estat de São Paulo. Kerr va estudiar secundària en la ciutat de São Paulo i es va graduar com enginyer agrícola en l'Escola Superior d'Agricultura Luiz de Queiroz de la Universitat de São Paulo en Piracicaba. Kerr va ser conegut internacionalment el 1950, quan va realitzar un treball inèdit sobre determinació de castes d'abelles del gènere Meliponinae.